# Erik Mellgren
Erik Hilding Mellgren, född 26 april 1948, är en svensk teknikjournalist och populärvetenskaplig författare, bosatt i Uppsala. Sedan 1970-talet medarbetare i Ny Teknik, där han först bevakade datateknik och datapolitik och numera ansvarar för ämnet automation. Flera av hans barnböcker har även översatts till danska.